# Dormánfalva
Dormánfalva (románul: Dărmănești) város Bákó megyében, Moldvában, Romániában.

## Fekvése
A megye nyugati részén helyezkedik el, a Tatros és az Úz folyók egyesülésénél.

## Történelem
Városi rangját 1989-ben kapta meg.

## Népesség
A város népességének alakulása:
- 1992 - 13 883 lakos
- 2002 - 14 194 lakos

A település etnikai összetétele a 2002-es népszámlálási adatok alapján:
- román:  13 421 (94,55%)
- cigány:  759 (5,34%)
- magyar:  11 (0,07%)
- német:  2 (0,01%)
- tatár:  1 (0,0%)

A népesség 87,40%-a ortodox vallású (12 406), a római-katolikusok száma 1631, ami a lakosság 11,49%-a.

## Látnivalók
- 1797-ben épült templom

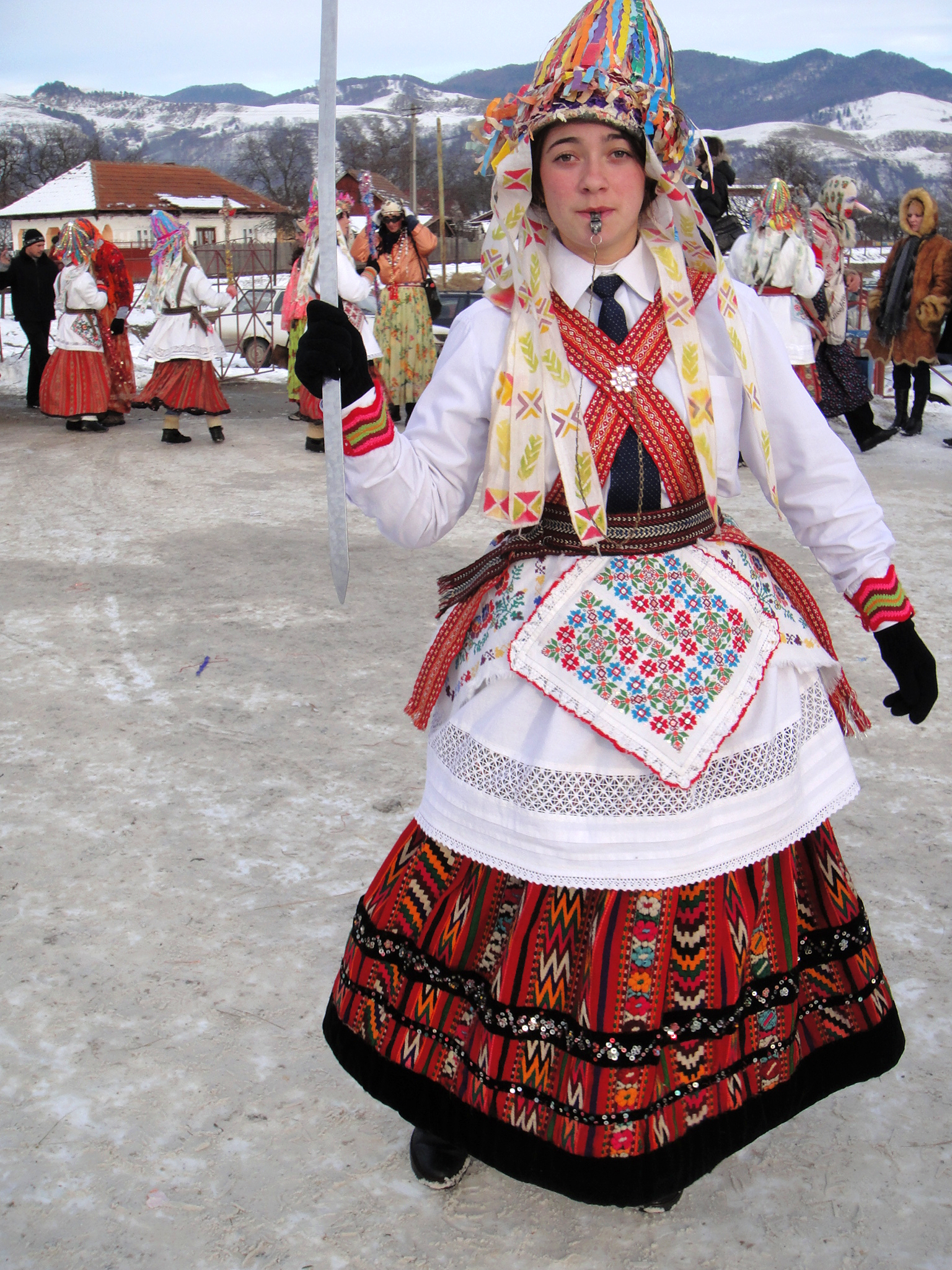
Dormánfalvi legény a szilveszter napi felvonuláson hagyományos viseletben

- 1808-ból származó fatemplom (biserica de lemn)
- A Stirbei család kastélya, a várostól 3 km-re, egy erdő közepén.
- Az Uz folyó vőlgyében, található a „Poiana Uzului” mesterséges tó, a gát amelyik mögött a folyó vize feltorlódott 84 méter magas és 507 méter hosszú; a tó 3,8 km hosszú, 334 hektáron terül el, legnagyobb mélysége 64,7 méter és 96 millió köbméter vizet foglal magába.
- Természetvédelmi körzetek, például a Fehér Forrás („Izvorul Alb”) tájvédelmi körzet
- Gyerektábor az Uz folyó völgyében
- Szilveszter napi álarcos felvonulás. Amikor a város különböző részein csapatok szerveződnek és végig vonulnak az utcákon, sípolva, dobolva, majd a városközpontban nagyméretű fesztiválra kerül sor, melynek során tradicionálisan medvebőrbe öltözött személyek is megjelennek.

## Gazdaság
A városban található egy olajfinomító, melyet 1949-ben állítottak üzembe.
Különböző építőanyagokat állítanak elő a településen. Jelentős a faipara is.